# Ulvophyceae
Le Ulvophyceae sono una classe di alghe verdi.
Comprendono le poche alghe verdi pluricellulari marine esistenti. Possono essere filamentose o laminari, nell'ultimo caso le lamine hanno una struttura stratificata ed un accrescimento solo laterale che non consente l'aumento di spessore. Hanno una mitosi chiusa in cui l'involucro nucleare è persistente così come è persistente il Fuso mitotico durante la citodieresi e i cicli sono prevalentemente aplodiploobionti.
Il genere più rappresentativo, che dà il nome alla classe è Ulva, la cui specie più nota è Ulva lactuca, la "lattuga di mare", che cresce abbondantemente in tutti i mari temperati e temperato-caldi.